# Store Spannsholmen
Store Spannsholmen ou Nordre Spannsholmen est une île norvégienne du comté de Hordaland appartenant administrativement à Bømlo.

## Description
Rocheuse et désertique, elle s'étend sur environ 415 m de longueur pour une largeur approximative de 292 m. 